# Gubkin
Gubkin è una città della Russia europea sudoccidentale (oblast' di Belgorod), situata nel Rialto centrale russo, sul fiume Oskolec, 138 km a nordest di Belgorod; è il capoluogo amministrativo del Gubkinskij rajon.

## Società

### Evoluzione demografica
Fonte: mojgorod.ru
- 1939: 400
- 1959: 21.300
- 1970: 54.100
- 1979: 65.100
- 1989: 73.800
- 2007: 86.300